# Denzel Dumfries
Denzel Justus Morris Dumfries (Róterdam, Países Bajos, 18 de abril de 1996) es un futbolista neerlandés que juega de defensa en el Inter de Milán de la Serie A de Italia.

## Trayectoria

### Inicios
Al final de la temporada 2016-17 finalizó su etapa en el Sparta de Róterdam, donde disputó 65 partidos y marcó dos goles, y fichó por el S. C. Heerenveen.
Hizo su debut con el Heerenveen, iniciando un partido en el partido inaugural de la temporada contra el F. C. Groningen y asistió en dos goles, en un empate 3-3.
En su única temporada en Frisia, jugó 33 de los 34 partidos de la competición, todos como titular. Lo mismo ocurrió con los dos encuentros que el Heerenveen disputó posteriormente en los play-offs, tras quedar octavo en la competición. En todas las competiciones, disputó 37 partidos, anotando cuatro goles.

### PSV Eindhoven
En junio de 2018 fichó por el PSV Eindhoven con un contrato de 5 años. Según se informó, la tarifa de transferencia fue de 5,5 millones de euros. Hizo su debut contra el Feyenoord, cuando el PSV Eindhoven perdió 6-5 en los penaltis en la Supercopa de los Países Bajos. Marcó en su debut en la liga, de cabeza, y el equipo ganó 4-0 al F. C. Utrecht en el partido inaugural de la temporada.
Al final de la temporada 2020-21 puso fin a su etapa en el PSV donde disputó un total de 124 partidos, marcando dieciséis goles y dando el mismo número de asistencias.

### Inter de Milán
El 14 de agosto de 2021 se oficializó su traspaso al Inter de Milán, con el que firmó un contrato de cuatro años, por 12,5 millones de euros más 2,5 millones de euros en bonificaciones vinculadas a apariciones y clasificación para la Liga de Campeones para los nerazzurri. Debutó con los nerazzurri siete días después, entrando en el minuto 84 en lugar de Bastoni en una victoria liguera por 4-0 contra el Genoa C. F. C. El 4 de diciembre marcó su primer gol con los italianos, anotando el tercer y último gol en una victoria en casa por 3-0 contra la A. S. Roma.
Tuvo una temporada de debut con cuatro goles y siete asistencias en 39 apariciones. En la temporada 2021-22, marcó cinco goles y proporcionó seis asistencias en 45 partidos.
El 27 de noviembre de 2024 amplió su contrato por tres temporadas más, hasta junio de 2028. Destapó su faceta anotadora esa campaña. Con 11 goles en todas las competiciones, logró su mejor marca personal, además de sumar seis asistencias por la banda derecha. El momento culminante de la temporada de Dumfries llegó en las semifinales de la Liga de Campeones, donde participó directamente en cinco de los siete goles del Inter en los dos enfrentamientos contra el F. C. Barcelona, marcando dos goles y dando tres asistencias.

## Selección nacional

### Selección de Aruba
Dumfries resultó elegible para integrar la selección de fútbol de los Países Bajos por su lugar de nacimiento, la selección de fútbol de Aruba por la herencia paterna y la selección de fútbol de Surinam por la herencia materna. En marzo de 2014 aceptó una convocatoria de Aruba para jugar dos encuentros amistosos ante Guam, en uno de los cuales anotó un gol. Posteriormente renunciaría al equipo y no volvería a jugar para los caribeños. 

### Selección de Países Bajos
Es internacional con la selección de fútbol de los Países Bajos desde 2018, habiendo jugado previamente con las selecciones Sub-20 y Sub-21 del país europeo. 
El 13 de junio de 2021 anotó el tanto del triunfo neerlandés ante Ucrania en el primer encuentro de la fase de grupos de la Eurocopa 2020. En el siguiente partido ante Austria también marcó, en este caso el definitivo 2-0, certificando así la clasificación de los Países Bajos a los octavos de final. Además, fue el mejor jugador del partido en ambos encuentros.
Fue convocado por Louis van Gaal para disputar la Copa Mundial de Fútbol de 2022, donde jugó todos los cinco partidos y anotó un gol en los octavos de final contra Estados Unidos. Su selección fue eliminada en cuartos de final por Argentina, recibiendo en ese partido su única tarjeta roja por doble amarilla al final de la tanda de penales, tras participar en altercados físicos contra sus rivales.

### Participaciones en Copas del Mundo
| Copa                           | Sede  | Resultado        | Partidos | Goles |
| ------------------------------ | ----- | ---------------- | -------- | ----- |
| Copa Mundial de Fútbol de 2022 | Catar | Cuartos de final | 5        | 1     |

### Participaciones en Eurocopas
| Eurocopa      | Sede     | Resultado        | Partidos | Goles |
| ------------- | -------- | ---------------- | -------- | ----- |
| Eurocopa 2020 | Europa   | Octavos de final | 4        | 2     |
| Eurocopa 2024 | Alemania | Semifinales      | 5        | 0     |

## Estadísticas

### Clubes
Actualizado al último partido disputado el 30 de junio de 2025.
| Club                              | Div.          | Temporada     | Liga  | Liga  | Liga   | Copas nacionales | Copas nacionales | Copas nacionales | Copas internacionales | Copas internacionales | Copas internacionales | Total | Total | Total  |
| Club                              | Div.          | Temporada     | Part. | Goles | Asist. | Part.            | Goles            | Asist.           | Part.                 | Goles                 | Asist.                | Part. | Goles | Asist. |
| --------------------------------- | ------------- | ------------- | ----- | ----- | ------ | ---------------- | ---------------- | ---------------- | --------------------- | --------------------- | --------------------- | ----- | ----- | ------ |
| Sparta de Róterdam · Países Bajos | 2.ª           | 2014-15       | 3     | 0     | 0      | 0                | 0                | 0                | ―                     | ―                     | ―                     | 3     | 0     | 0      |
| Sparta de Róterdam · Países Bajos | 2.ª           | 2015-16       | 31    | 1     | 0      | 2                | 0                | 0                | ―                     | ―                     | ―                     | 33    | 1     | 0      |
| Sparta de Róterdam · Países Bajos | 1.ª           | 2016-17       | 31    | 1     | 1      | 5                | 0                | 1                | ―                     | ―                     | ―                     | 36    | 1     | 2      |
| Sparta de Róterdam · Países Bajos | Total club    | Total club    | 65    | 2     | 1      | 7                | 0                | 1                | 0                     | 0                     | 0                     | 72    | 2     | 2      |
| S. C. Heerenveen · Países Bajos   | 1.ª           | 2017-18       | 35    | 4     | 7      | 2                | 0                | 0                | ―                     | ―                     | ―                     | 37    | 4     | 7      |
| S. C. Heerenveen · Países Bajos   | Total club    | Total club    | 35    | 4     | 7      | 2                | 0                | 0                | 0                     | 0                     | 0                     | 37    | 4     | 7      |
| PSV Eindhoven · Países Bajos      | 1.ª           | 2018-19       | 34    | 4     | 6      | 1                | 0                | 0                | 8                     | 0                     | 0                     | 43    | 4     | 6      |
| PSV Eindhoven · Países Bajos      | 1.ª           | 2019-20       | 25    | 7     | 3      | 3                | 0                | 0                | 12                    | 1                     | 0                     | 40    | 8     | 3      |
| PSV Eindhoven · Países Bajos      | 1.ª           | 2020-21       | 30    | 2     | 6      | 3                | 1                | 0                | 8                     | 1                     | 1                     | 41    | 4     | 7      |
| PSV Eindhoven · Países Bajos      | Total club    | Total club    | 89    | 13    | 15     | 7                | 1                | 0                | 28                    | 2                     | 1                     | 124   | 16    | 16     |
| Inter de Milán · Italia           | 1.ª           | 2021-22       | 33    | 5     | 4      | 5                | 0                | 1                | 7                     | 0                     | 1                     | 45    | 5     | 6      |
| Inter de Milán · Italia           | 1.ª           | 2022-23       | 34    | 1     | 4      | 5                | 0                | 0                | 12                    | 1                     | 0                     | 51    | 2     | 4      |
| Inter de Milán · Italia           | 1.ª           | 2023-24       | 31    | 4     | 4      | 0                | 0                | 0                | 5                     | 0                     | 1                     | 36    | 4     | 5      |
| Inter de Milán · Italia           | 1.ª           | 2024-25       | 29    | 7     | 3      | 4                | 2                | 0                | 14                    | 2                     | 3                     | 47    | 11    | 6      |
| Inter de Milán · Italia           | Total club    | Total club    | 127   | 17    | 15     | 14               | 2                | 1                | 37                    | 3                     | 5                     | 179   | 22    | 21     |
| Total carrera                     | Total carrera | Total carrera | 316   | 36    | 38     | 30               | 3                | 2                | 65                    | 5                     | 6                     | 412   | 44    | 46     |

## Palmarés

### Títulos nacionales
| Título              | Club           | País   | Año  |
| ------------------- | -------------- | ------ | ---- |
| Supercopa de Italia | Inter de Milán | Italia | 2021 |
| Copa Italia         | Inter de Milán | Italia | 2022 |
| Supercopa de Italia | Inter de Milán | Italia | 2022 |
| Copa Italia         | Inter de Milán | Italia | 2023 |
| Supercopa de Italia | Inter de Milán | Italia | 2023 |
| Serie A             | Inter de Milán | Italia | 2024 |